# Związek Niezależności Gospodarczej
Związek Niezależności Gospodarczej, (inaczej Związek Samodzielności Gospodarczej, lub Związek Niezawisłości Gospodarczej) – organizacja przemysłowców i finansistów Królestwa Polskiego działająca w latach 1916–1918
Został utworzony w 1916 roku przez przedstawicieli kapitału finansowego w Warszawie i Łodzi. Wielu jego członków sympatyzowało z Stronnictwem Narodowo-Demokratycznym, Stronnictwem Polityki Realnej i Polską Partią Postępową. Obawiając się, że realizacja aktu 5 listopada pozbawi przemysł Królestwa wschodnich rynku zbytu, stanął na stanowisku pasywistycznym i zgłosił akces do Międzypartyjnego Koła Politycznego (jego delegatami byli:  Andrzej Wierzbicki i Emil Świda). Oficjalnie organizacja została powołana w celu obrony gospodarczej odradzającego się Państwa Polskiego. Nieoficjalnie Związek chciał sobie zagwarantować decydujące wpływy na życie gospodarcze kraju. Do głównych działaczy związku należeli: Stanisław Brun, Henryk Grohmnan, Andrzej Wierzbicki, Andrzej Garbiński, Emil Świda, Maurycy Poznański. ZNG korzystał z organów prasowych SN-D.